# PEACH-PIT
PEACH-PIT（ピーチ・ピット）は、千道万里（せんどう ばんり）とえばら渋子（えばら しぶこ）の2人で構成される日本の女性漫画家ユニット。ともに千葉県出身で小学校以来の付き合い。青年向け・少年向け・少女向けと幅広いジャンルで活躍している。

## メンバー
千道 万里（せんどう ばんり）
全作品のシナリオ・プロットを担当。作画ではシャープな筆感の絵が特徴。誕生日は6月7日。血液型はB型。双子座。身長は157cm。甘いものが好き。以前のペンネームに「ブランドン博士」がある。
『ZOMBIE-LOAN』のメインキャラの作画、『ローゼンメイデン』の一部作画、『しゅごキャラ!』では、唯世・空海・海里・イクト・歌唄などを担当。
PEACH-PITのPEACH。
えばら 渋子（えばら しぶこ）
全作品のネームを担当。作画では繊細で柔らかい筆感の絵が特徴。誕生日は6月21日。血液型はA型。双子座。身長は150cm。辛いものが好き。以前のペンネームに「ディラン教授」がある。
『ローゼンメイデン』のメインキャラの作画、『ZOMBIE-LOAN』の一部キャラ作画、『しゅごキャラ!』では、あむ・なでしこ（なぎひこ）・やや・りま・ひかる・しゅごキャラ達などを担当。
PEACH-PITのPIT。

## 来歴
- 1996年 - 同人作品を発表する。
- 1998年 - 「PEACH-PIT」として同人作品を発表する。
- 2000年 - ブロッコリー原作のゲーム『プリズムパレット』のコミカライズ作品の連載を開始し、漫画家として本格的にプロデビュー。
- 2001年 - 初のオリジナル長編作となる『DearS』の連載を開始（2005年完結）。その他、短編作品『みずたま』を執筆。この頃に、ブランドン博士・ディラン教授等の名義を、それぞれ千道万里・えばら渋子に統一している。
- 2002年 - 『Rozen Maiden』『ZOMBIE-LOAN』を立て続けに連載開始、3誌で執筆を掛け持つ。
- 2006年 - 初の少女漫画『しゅごキャラ!』を連載開始。
- 2007年 - 『Rozen Maiden』の執筆を一旦終了するも、2008年4月より掲載誌を移して新連載『ローゼンメイデン』として再開。
- 2008年5月12日 - 『しゅごキャラ!』が第32回講談社漫画賞児童部門受賞。
- 2011年 - 『クギ子さん』を予告なしで前後編掲載し、その後、同作を題材にした『クギ子ちゃん』を連載開始。
- 2012年 - 『金魚坂上ル』を連載開始。
- 2013年 - 『クギ子ちゃん』の新章『クギ子ちゃんがいる!』を連載開始。
- 2014年 - 『ワンダリングワンダーワールド』の連載開始。初の少年漫画誌連載という触れ込みで連載を開始する。
- 2024年 - 『しゅごキャラ！』の新章『しゅごキャラ！ジュエルジョーカー』を連載開始。

## 作品リスト
イラストレーターとしての紹介は画集に留め、個別の依頼の詳細は省く。原作漫画のメディアミックス作品については各作品の項目を参照。

### 現在連載中・刊行中の漫画作品
掲載誌および単行本の巻数は2024年7月現在。
| 作品名             | メイン作画 | 掲載誌             | 単行本  |
| ------------------ | ---------- | ------------------ | ------- |
| 暁のヴァンピレス   | えばら渋子 | （一迅社）         | 既刊2巻 |
| 清少納言と申します | えばら渋子 | BE・LOVE（講談社） | 既刊9巻 |

### 過去の漫画作品
| 作品名                                                | メイン作画          | 掲載誌 | 単行本                           |
| ----------------------------------------------------- | ------------------- | --- | -------------------------------- |
| Prism Palette                                         | 千道万里            | 電撃コミックガオ!（メディアワークス）                                                                      | 全1巻 初期作品集『もものたね』   |
| みずたま                                              | えばら渋子          | 月刊ヤングキングアワーズ（少年画報社）                                                                     | 初期作品集『もものたね』         |
| DearS                                                 | 千道万里            | 電撃コミックガオ!（メディアワークス）                                                                      | 全8巻                            |
| ZOMBIE-LOAN                                           | 千道万里            | 月刊Gファンタジー（スクウェア・エニックス）                                                                | 全13巻                           |
| しゅごキャラ! しゅごキャラ!アンコール!                | 千道万里 えばら渋子 | なかよし（講談社）                                                                                         | 全12巻 / 新装版全6巻             |
| Rozen Maiden ローゼンメイデン ローゼンメイデン0-ゼロ- | えばら渋子          | コミックバーズ（幻冬舎コミックス） →週刊ヤングジャンプ（集英社）に移籍 →ウルトラジャンプ（ゼロ）（集英社） | 全8巻 / 新装版全7巻 全10巻 全4巻 |
| クギ子さん クギ子ちゃん クギ子ちゃんがいる!           | 千道万里 えばら渋子 | なかよし（講談社）                                                                                         | 全3巻 全2巻                      |
| 金魚坂上ル                                            | 千道万里 えばら渋子 | デザート（講談社）                                                                                         | 全5巻                            |
| ワンダリングワンダーワールド                          | 千道万里 えばら渋子 | 月刊少年エース（KADOKAWA/角川書店）                                                                        | 全4巻                            |
| 二科てすらは推理しない                                | えばら渋子          | モーニング（講談社）                                                                                       | 全1巻                            |
| 二科てすらは見つからない                              | えばら渋子          | モーニング（講談社）                                                                                       | 全1巻                            |

この他にも『高機動幻想ガンパレード・マーチ』のアンソロジーコミック『電撃ガンパレードマーチ THE COMIC』など、様々なアンソロジーコミックに参加して執筆している。その際は、千道、えばらそれぞれのソロ活動も多い。『月刊アフタヌーン』2015年7月号では『ネオ寄生獣』シリーズ第8弾「教えて! 田宮良子先生」掲載。

### 画集
- DearS - 主に『Prism Palette』『DearS』のイラストを収録。3誌合同で企画されたPEACH-PIT祭関連のもののみ『Rozen Maiden』『ZOMBIE-LOAN』も若干収録。
- 水蜜鏡 - 『アクエリアンエイジ』他、主に2000 - 2007年にかけてイラストレーターとして活動した際のイラストを収録。
- PEACH-PIT ART WORKS 「ZOMBIE-LOAN」 - 主に『ZOMBIE-LOAN』関連のイラストを収録。
- しゅごキャラ!ILLUSTRATIONS - 『しゅごキャラ!』関連のイラストを収録。
- しゅごキャラ!ILLUSTRATIONS 2 - 『しゅごキャラ!』関連のイラストを収録。
- PEACH-PIT 画集 Rozen Maiden - コミックバーズ時代（2002 - 2007）の『Rozen Maiden』関連のカラーイラストを収録。

### 挿絵
ローゼンメイデン（旧名称・Rozen Maiden）のノベライズもあるが、そちらは挿絵はなく表紙絵のみを担当。
- スプラッシュ!（著：三田誠、富士見ファンタジア文庫）
- ネオクーロン（著：鷹見一幸、角川スニーカー文庫）
- おおかみかくし（原作：コナミデジタルエンタテインメント、著：政木亮、ガガガ文庫） ※ノベライズ
- 暁のヴァンピレス〜アグレイアーデンの緋百合〜（著：桜井光、一迅社文庫） ※ノベライズ
- 放課後の魔女（著：橘雨璃、ジャンプ ジェイ ブックス）

### コンピュータゲーム
- おおかみかくし（コナミデジタルエンタテインメント） - キャラクターデザイン

### テレビアニメ
- TRICKSTER -江戸川乱歩「少年探偵団」より- - キャラクターデザイン
- 寄宿学校のジュリエット（第9話エンドイラスト）
- 私の百合はお仕事です!（第5話エンドイラスト）

## その他
- 作画作業は作品ごとに分担しているが、上述のように完全に分かれているわけではなく、漫画完成までの行程には2人による打ち合わせが重ねられている。
- 『しゅごキャラ!』のキャラクターの体は主に千道が描いている。『ZOMBIE-LOAN』、『ローゼンメイデン』は千道、えばらがそれぞれまるごと描いている。
- 2人とも共通して造形の趣味を持ち、特にスーパードルフィーが気に入っており、『ローゼンメイデン』のヒロイン、「真紅」・「翠星石」・「蒼星石」・「雛苺」・「水銀燈」は限定発売されている。
- コンビ名及び旧名は『ビバリーヒルズ高校白書』に由来している。
- 多くの作品がエブリデイ・マジックの要素を持ち、『ローゼンメイデン』や『ZOMBIE-LOAN』でのラプラスの魔・シュレーディンガーの猫・アカシックレコードなどといった哲学的な世界観を持つ専門用語を交えての精神世界の描写や、『DearS』などからも、かなりのSF的センスをもっていることが窺え、人間の尊厳やジェンダーを問うような作風や過去のしがらみに囚われ対立している2人の異性の間で主人公が苦悩する物語の傾向がみられる。また、妙に昭和的でベタなネーミング（桜田ジュンやラン・ミキ・スゥ）を好む傾向がある。どの作品の登場人物にも俗にいう毒親が登場することが多い。
- ペンネームを和訳すると「もものたね」になる。これは公式サイトや初期作品集の名前などに使われ、本人たちも「ももたね」と称する事があり、ファンからも「ももたね先生」・「桃種先生」と愛称されている。また、最近は『しゅごキャラ!』の読者（主に小中学生）から「ぴっとっち」や「ピーチャン」とも呼ばれている。
- 『しゅごキャラ!』などの単行本の表紙の裏に載っているPEACH-PITの似顔絵の名前はピーチマン（しゅごキャラ!12巻より）。
- 2人には幽霊が見えないらしいが、怪談話は大好きである。
- えばらは酷い花粉症で、春先は例年仕事の効率が下がるのが悩みの種だったらしい。それゆえ、2008年の春は、避粉の為に沖縄県へ 長期滞在して執筆し、打ち合わせなどにのみ千葉に戻る生活を送った。
- 2009年1月には講談社の『なかよし』、集英社の『週刊ヤングジャンプ』、スクウェア・エニックスの『月刊Gファンタジー』の連載を急病により休載した。
- 2010年9月で漫画家10周年を迎え、本人らのサイトで記念の企画をいくつか行っている。
- チャリティ活動にも取り組んでおり、東日本大震災の被災者を支援する為に他の漫画家と共同で東日本大震災チャリティ同人誌「pray for Japan」で執筆する[7]。
- 2013年4月に行われたあしや人形感謝祭の公式キャラクターを提供している。